# Dendroaspis jamesoni
La mamba de Jameson o mamba verda del Congo (Dendroaspis jamesoni) és una espècie de rèptil escatós de la família Elapidae. És una serp verinosa arborícola. Té una longitud mitjana d'1,50 a 2,20 m, però pot arribar a mesurar 3,66 m. La mida de la cua aproximadament està entre el 20 i el 30% de la longitud total.

## Descripció
El cos és llarg i prim. Els ulls són petits i la pupil·la rodona. El color del dors és verd fosc o verd groguenc i la part ventral és verda pàl·lida o groguenca. Les escates damunt el cap i el dors tenen vores negres.

## Taxonomia
Es reconeixen les següents subespècies:
- Dendroaspis jamesoni jamesoni, mamba verda d'Angola
- Dendroaspis jamesoni kaimosae, mamba verda de Burundi

La mamba verda de Burundi té una cua negra llarga i és també coneguda com a mamba de cua negra mentre que la mamba verda d'Angola té la cua groguenca amb vores negres al llarg de les escates, per la qual cosa és possible confondre-la amb la mamba verda oriental (Dendroaspis viridis).

## Distribució
Les mambes de Jameson es troben a Ghana, Togo, Benín, Nigèria, Camerun, República Centreafricana, República Democràtica del Congo, Kenya, Uganda, Ruanda, Burundi, Guinea Equatorial, Angola i Sudan.

## Hàbitat
La mamba verda del Congo és una serp d'hàbits estrictament arborícoles. Pot viure en boscos, arbredes, clarianes, entre matolls o en les sabanes. Es troba des del nivell del mar fins a 2.200 m d'altitud. També se la pot trobar en els parcs de les ciutats i en els edificis quan el seu hàbitat natural ha estat destruït, així com en granges i plantacions.

## Comportament
Les mambes de Jameson són serps nervioses i es mantenen alertes en captivitat, segueixen cada moviment a l'interior i exterior del recinte. Són diürnes i actives. Quan se senten amenaçades aplanen el seu coll fent espetegar la llengua i xiulant després de la mossegada.

### Alimentació
Les mambes de Jameson s'alimenten de llangardaixos, ocells, amfibis, ous i, de vegades, petits mamífers arborícoles.

## Verí
Igual que en altres mambes, el verí de la mamba verda és neurotòxic, amb components cardiotòxics i unes proteïnes tòxiques anomenades fasciculines, que interfereixen en la neurotransmissió d'acetilcolina.